# Lamalou-les-Bains
Lamalou-les-Bains é uma comuna francesa na região administrativa de Occitânia, no departamento de Hérault. Estende-se por uma área de 6,18 km². Em 2010 a comuna tinha 2 525 habitantes (densidade: 408,6 hab./km²).